# Великая (Кировская область)
Вели́кая — станция (тип населённого пункта) в Юрьянском районе Кировской области России. Возник как посёлок при станции железнодорожная станция  Кировского региона Горьковской железной дороги.  

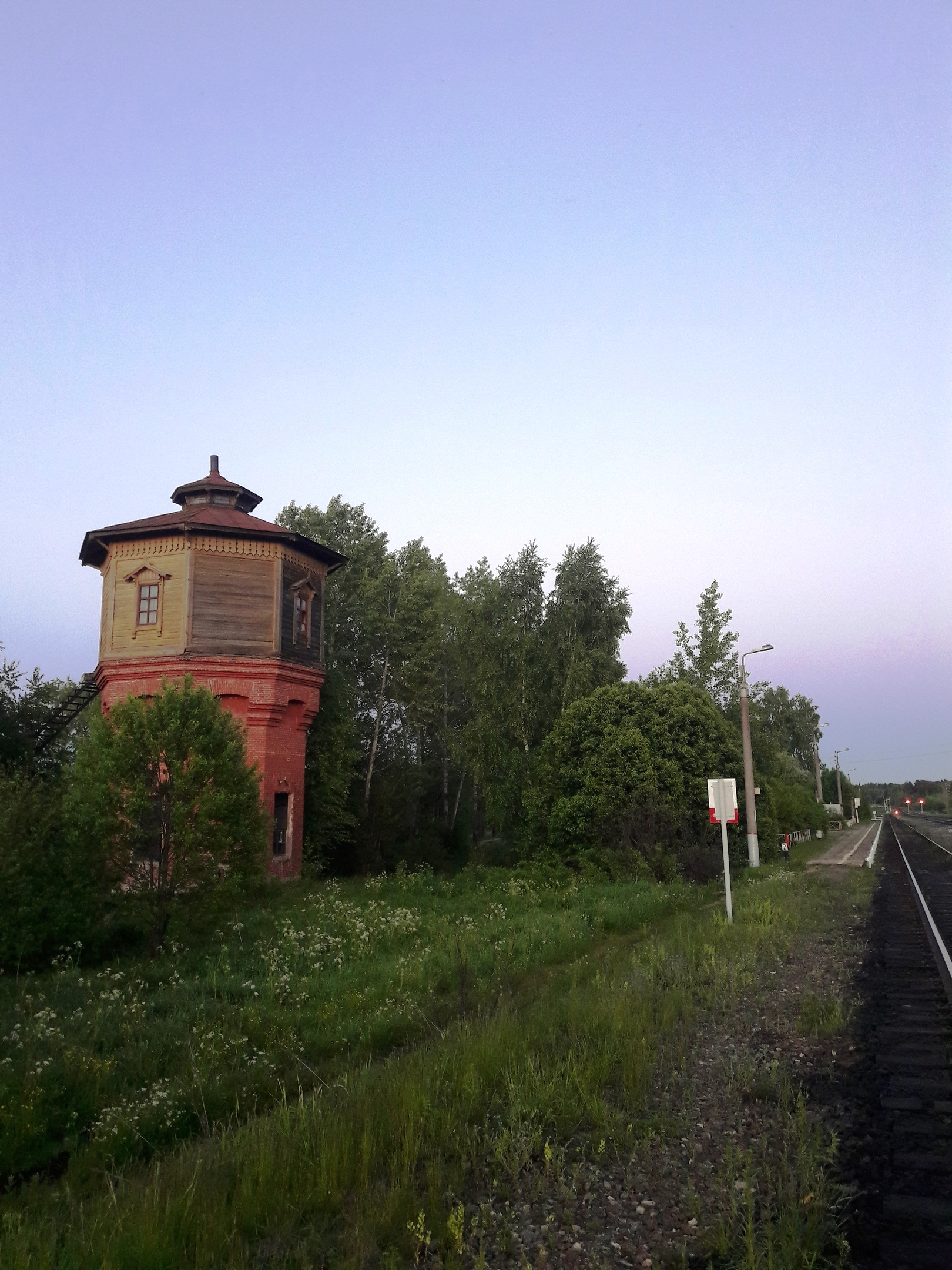
Водонапорная башня на ст. Великая

## География
Расположена на севере центральной части Кировской области, в подзоне средней тайги, на берегу реки Великой, при впадении её притока р.Плоская, на административной границе Юрьянского и Мурашинского районов в трёх километрах от трассы Р176 «Вятка».

### Климат
Климат характеризуется как континентальный, умеренно холодный. Среднегодовая температура — 1,5 °C. Средняя температура воздуха самого холодного месяца (января) составляет −14,2 °C (абсолютный минимум — −47 °С); самого тёплого месяца (июля) — 17,8 °C (абсолютный максимум — 37 °С). Безморозный период длится в течение 103—110 дней. Годовое количество атмосферных осадков — 583—621 мм. Снежный покров держится в течение 168—172 дней.

## История
Основана в 1895 году при строительстве железной дороги Пермь — Вятка — Котлас. 

## Население
| 2010 |
| ---- |
| 173  |

## Известные уроженцы, жители
На станции  прошли детские годы Рэма Баранцева, доктора физико-математических наук, профессора.
В послевоенные годы, жил, работал механиком, в местном леспромхозе, и похоронен на станции, бывший машинист крейсера "Аврора" - Николай Кузьмич Брагин (1888 - 22.05.1969), убивший, 28.02.1917, у причальной стенки Франко-русского завода, выстрелом в голову, последнего командира крейсера, капитана 1-го ранга - Михаила Ильича Никольского (25.10.1877–28.02.1917).

## Инфраструктура
Личное подсобное хозяйство с зоной сельскохозяйственного использования, индивидуальная застройка усадебного типа.
На станции имеется магазин, администрация.

## Транспорт
Остановка общественного транспорта «Великая». Станция Великая